# Swimming Into Deep Water
Swimming Into Deep Water is een nummer van de Nederlandse muzikant Don Rosenbaum. en is afkomstig van het gelijknamige album uit 1972. Op 29 september dat jaar werd het nummer eerst in Nederland en België op single uitgebracht. Op 7 oktober volgde Duitsland en op 2 februari 1973 het Verenigd Koninkrijk en Ierland.

## Achtergrond
De plaat was Rosenbaums enige hitsingle en werd uitsluitend een hit in Nederland en België (Vlaanderen).
In Nederland werd de plaat veel gedraaid op de landelijke radiozenders en zeezenders en werd een hit. De plaat bereikte eind 1972 de 11e positie in de Nederlandse Top 40 op Radio Veronica. en de 9e positie in de Daverende Dertig / Hilversum 3 Top 30 op de publieke popzender Hilversum 3.
In België bereikte de plaat de 17e positie in de voorloper van  de Vlaamse Ultratop 50. en de 12e positie in de Vlaamse Radio 2 Top 30.
De single werd geproduceerd door Boudewijn de Groot, die ook gitaar op het nummer speelde. Frans Doolaard is te horen op steelgitaar. Het nummer werd in de jaren '80 en '90 van de twintigste eeuw regelmatig gedraaid in het sportprogramma NOS Langs de Lijn op Hilversum 2 en vanaf 1 december 1985 op Radio 1.
In de sinds december 1999 jaarlijks uitgezonden NPO Radio 2 Top 2000 van de Nederlandse publieke radiozender NPO Radio 2 stond de plaat van 1999 t/m 2005 in de lijst der lijsten genoteerd, met als hoogste notering een 1148e positie in 2005.

## NPO Radio 2 Top 2000
| Nummer met noteringen in de NPO Radio 2 Top 2000 | '99  | '00  | '01  | '02  | '03  | '04  | '05  |
| ------------------------------------------------ | ---- | ---- | ---- | ---- | ---- | ---- | ---- |
| Swimming Into Deep Water                         | 1422 | 1579 | 1397 | 1634 | 1796 | 1980 | 1148 |

1. ↑  Een vetgedrukt getal geeft de hoogste notering aan.
2. ↑  Deze tabel is bijgewerkt tot en met de laatste editie (2024).